# ブリュッセル首都圏交通T3200形電車
T3200形は、ベルギーの首都・ブリュッセルの路面電車であるブリュッセル市電の車両。バリアフリーに適した超低床電車で、「新世代路面電車（Tram Nouvelle Génération、TNG）」の愛称を持つ。編成長が異なるT4200形と共にボンバルディア・トランスポーテーション（現：アルストム）への発注が行われ、当初の計画から大幅に遅れた2023年から営業運転を開始した。

## 概要
2018年2月、ブリュッセル首都圏交通はボンバルディア・トランスポーテーション（以下「ボンバルディア」と記す。）との間に最大175両分の新型路面電車車両に関する契約を結び、同年4月に1次発注分として60両、翌2019年5月に2次発注分として30両の製造契約が締結された。これに基づき、ボンバルディアや同社を吸収したアルストムが製造するのが、全長32 m・5車体連接車のT3200形と全長43 m・7車体連接車のT4200形である。
車体設計はイエロー・ウィンドウ（Yellow Window）社のインダストリアルデザイナーが手掛けており、先に導入されたボンバルディア製の連接式超低床電車であるT3000形・T4000形と同様にアールヌーヴォーを意識したデザインが採用されている。車内は全体が床上高さを抑えた低床構造となっており、車椅子やベビーカーが設置可能なフリースペースが2箇所に設置される他、座席配置は長距離系統での利用を意識したものとなっている。車内照明はLEDが用いられる。T3000形・T4000形からの改良点として、フリースペースや乗降扉の拡大、冷暖房双方に対応した空調装置の設置など挙げられる。

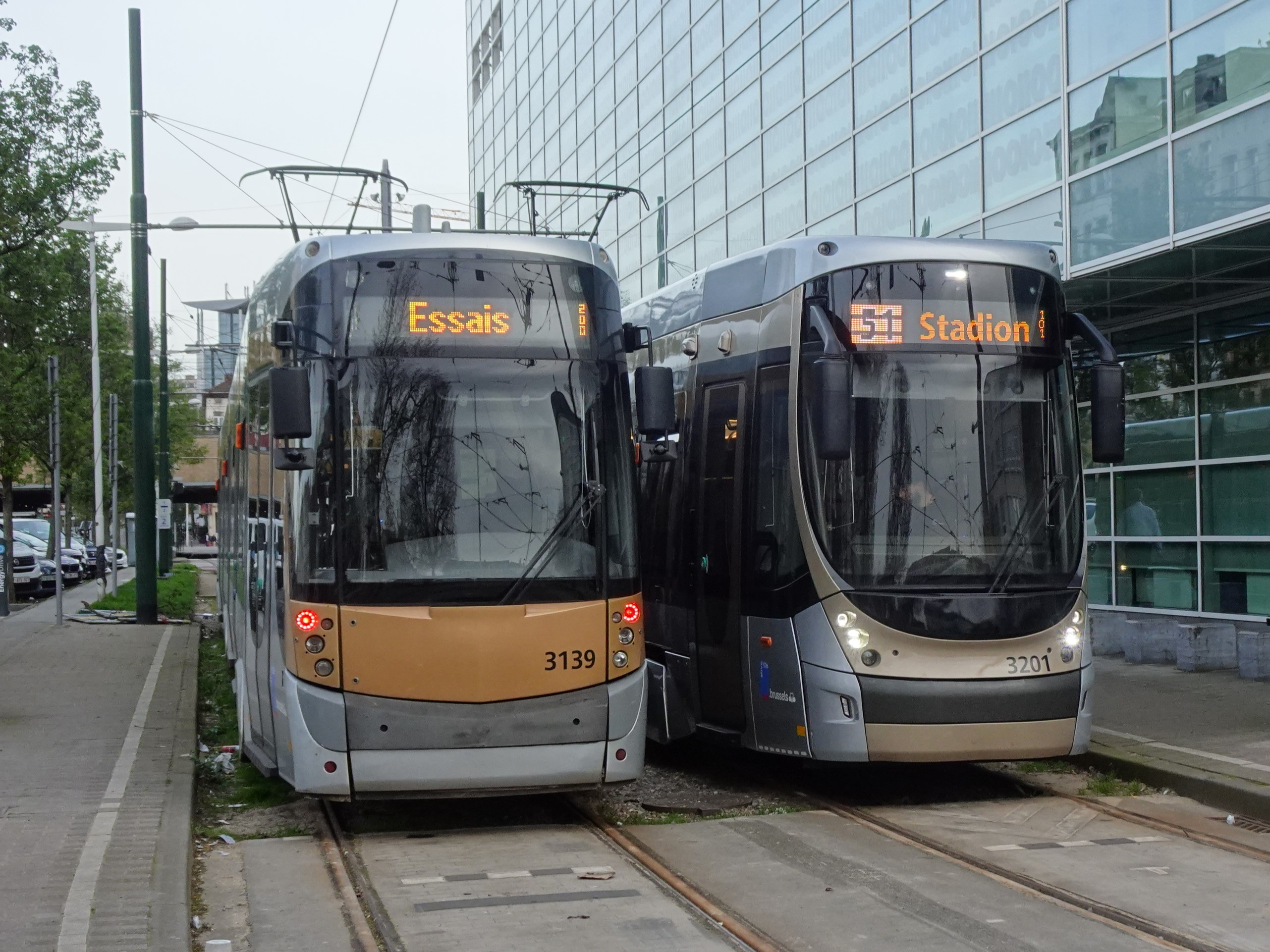
T3000形（左）と並ぶT3200形（右） （2024年撮影）

当初は2020年から2022年にかけて納入が行われる予定だったが、最初の車両がブリュッセル市電に到着したのは2021年10月となり、承認の遅れから試運転も2023年に実施と大幅な遅延が生じた。また、当初は81号線（Montgomery - Marius Renard間）に投入される予定だったが、トンネル区間（Tunnel Bailli）の工事の都合により51号線（Stade du Heysel - Lemonnier間）に導入される事となった。そして同年4月26日、T3200形の最初の車両が営業運転を開始した。以降は同年度中に10両、最終的にT3200形（5車体連接車）が79両、T4200形（7車体連接車）が11両導入される。これにより旧型車両（PCCカー）の置き換えが進められる他、ブリュッセル市電自体の輸送力が15 %増強される事になっている。